# Marinus Kraus
Marinus Kraus (* 13. Februar 1991 in Oberaudorf) ist ein ehemaliger deutscher Skispringer. Er wurde mit der deutschen Mannschaft Olympiasieger bei den Olympischen Spielen 2014 in Sotschi und mit der deutschen Junioren-Mannschaft Vizeweltmeister bei den Junioren-Weltmeisterschaften 2011 im estnischen Otepää. Er sprang für den WSV Oberaudorf und war 2013 Polizeimeister bei der Bundespolizei.

## Werdegang
Kraus begann seine Karriere als Nordischer Kombinierer. In dieser Sportart wurde er international erstmals mit 14 Jahren in einem FIS-Rennen eingesetzt, nachdem er zuvor Deutscher Schülermeister geworden war. Neben weiteren FIS-Rennen startete er vorwiegend im Alpencup. 2007 wurde er Deutscher Jugendmeister im Sprint und auch bei den Spezialspringern. Da er stets im Springen besser abschnitt als in der Loipe, entschied er sich 2009 nur noch im Spezialspringen anzutreten. Seinen letzten internationalen Auftritt in der Nordischen Kombination hatte er am 7. März 2009 in Winterberg, als er bei einem Wettkampf des Alpencups den 21. Rang im Sprint belegte.
Am 22. August 2009 wurde Kraus beim Sommerspringen in Lillehammer erstmals im Rahmen des Continental Cups der Spezialspringer eingesetzt. Als 46. schied er jedoch bereits im ersten Durchgang aus. Am 10. Januar 2010 konnte er in Titisee-Neustadt als 20. erstmals in den Punkteränge dieser „zweiten Liga“ des internationalen Skisprungsports landen. Seinen ersten Sieg im Continental Cup ersprang er sich gut zwei Jahre später, als er das Springen vom Pine Mountain Jump in Iron Mountain im US-Bundesstaat Michigan für sich entscheiden konnte.
Als im Januar 2011 die Junioren-Weltmeisterschaften erstmals im estnischen Otepää stattfanden, gehörte Kraus gemeinsam mit Richard Freitag, Daniel Wenig und Stephan Leyhe zur deutschen Mannschaft, die sich am 30. Januar hinter Österreich die Silbermedaille sichern konnte. Zwei Tage zuvor war er im Einzelwettbewerb lediglich 28. geworden. Bei den deutschen Meisterschaften 2011 in Hinterzarten und 2012 in Klingenthal konnte er sich mit der bayerischen Mannschaft jeweils den Mannschaftstitel sichern.
Nachdem Kraus bereits mehrfach erfolglos an Qualifikationsspringen für den Weltcup teilgenommen hatte, setzte er sich bei der Qualifikation für das Skifliegen in Vikersund am 26. Januar 2013 erstmals durch, konnte sich als jeweils 36. des ersten Durchgangs aber weder an diesem Tage noch beim zweiten Springen einen Tag später für das Finale qualifizieren. Eine Woche später im tschechischen Harrachov qualifizierte er sich ebenfalls wieder für den Wettbewerb, um aber im ersten Springen abermals – diesmal als 33. – auszuscheiden. Immerhin stellte er jedoch mit 183,5 Metern eine persönliche Bestweite auf. Später am Tage erzielte er im zweiten Wettbewerb als 19. erstmals Weltcuppunkte. Ein zweiter Sprung blieb ihm aber auch hier versagt, da der Wettkampf aufgrund wechselnder Winde nach einem Durchgang abgebrochen werden musste. Zurück im Continental Cup konnte er am 2. und 3. März 2013 im tschechischen Liberec zwei Siege in dieser Wettkampfserie feiern.
Im Oktober 2013 wurde Kraus erstmals Deutscher Meister im Einzelspringen von der Großschanze in Oberstdorf und konnte dort auch den Titel mit der bayerischen Mannschaft verteidigen. Zum Auftakt der Weltcup-Saison 2013/14 belegte Kraus in Klingenthal den achten Platz. Beim anschließenden Springen in Kuusamo erreichte er mit dem zweiten Platz 0,5 Punkte hinter Gregor Schlierenzauer seinen ersten Podestrang und auch seine bisher beste Weltcup-Platzierung.
Am 17. Februar 2014 wurde er bei den Olympischen Spielen 2014 Sotschi zusammen mit Andreas Wank, Andreas Wellinger und Severin Freund Olympiasieger im Mannschaftsspringen, nachdem er zwei Tage zuvor im Einzelspringen von der Großschanze den sechsten Platz belegt hatte. Am 1. März 2014 konnte Kraus mit einem zweiten Platz in Lahti mit der deutschen Mannschaft erstmals bei einem Weltcup-Teamspringen einen Podestplatz erreichen. Bei der Wahl zur Mannschaft des Jahres wurde er zusammen mit Andreas Wank, Andreas Wellinger und Severin Freund auf Rang zwei gewählt.

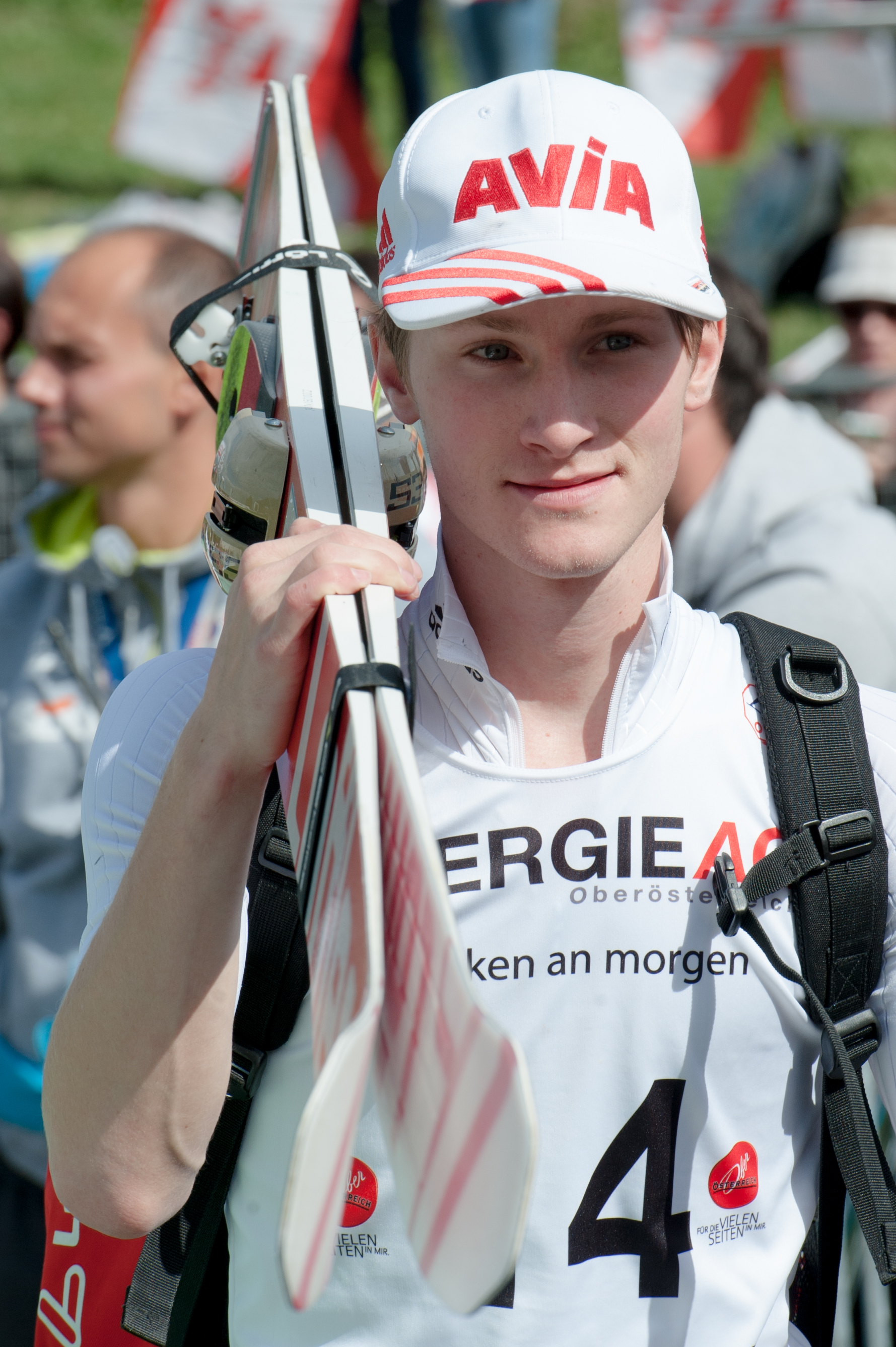
Marinus Kraus 2015 in Hinzenbach

In den Folgejahren konnte Kraus nicht mehr an diese Leistungen anknüpfen und wurde immer wieder durch Verletzungen zurückgeworfen. Er startete letztmals 2016 im Weltcup und fiel die gesamte Saison 2018/19 aus. Mitte Februar 2020 ging er beim FIS-Cup-Springen in Villach zum ersten Mal seit 19 Monaten wieder bei einem internationalen Wettkampf an den Start.
Am 13. Juni 2022 gab Kraus das Ende seiner aktiven Laufbahn bekannt.

## Erfolge

### Weltcupsiege im Team
| Nr. | Datum           | Ort      | Typ         |
| --- | --------------- | -------- | ----------- |
| 1.  | 17. Januar 2015 | Zakopane | Großschanze |

### Continental-Cup-Siege im Einzel
| Nr. | Datum              | Ort           | Typ         |
| --- | ------------------ | ------------- | ----------- |
| 1.  | 12. Februar 2012   | Iron Mountain | Großschanze |
| 2.  | 2. März 2013       | Liberec       | Großschanze |
| 3.  | 3. März 2013       | Liberec       | Großschanze |
| 4.  | 15. September 2013 | Lillehammer   | Großschanze |

## Statistik

### Weltcup-Platzierungen
| Saison  | Platz | Punkte |
| ------- | ----- | ------ |
| 2012/13 | 063.  | 012    |
| 2013/14 | 016.  | 407    |
| 2014/15 | 022.  | 327    |
| 2015/16 | 041.  | 057    |

### Grand-Prix-Platzierungen
| Saison | Platz | Punkte |
| ------ | ----- | ------ |
| 2013   | 039.  | 063    |
| 2014   | 027.  | 084    |
| 2015   | 060.  | 028    |

### Continental-Cup-Platzierungen
| Saison  | Platz | Punkte |
| ------- | ----- | ------ |
| 2009/10 | 095.  | 053    |
| 2010/11 | 086.  | 100    |
| 2011/12 | 042.  | 217    |
| 2012/13 | 002.  | 849    |
| 2013/14 | 017.  | 409    |
| 2015/16 | 054.  | 185    |
| 2016/17 | 087.  | 072    |
| 2017/18 | 100.  | 042    |